# Aratinga de la Hispaniola
L'aratinga de la Hispaniola (Aratinga chloroptera) és una espècie d'ocell de la família dels psitàcids que habita els boscos de les muntanyes de la Hispaniola.